# Polystachya albescens
Polystachya albescens är en orkidéart som beskrevs av Henry Nicholas Ridley. Polystachya albescens ingår i släktet Polystachya och familjen orkidéer.

## Underarter
Arten delas in i följande underarter:
- P. a. albescens
- P. a. imbricata
- P. a. kraenzlinii
- P. a. manengouba
- P. a. musozensis
- P. a. polyphylla
- P. a. principensis